# No Fences
No Fences è il secondo album in studio di Garth Brooks, pubblicato il 27 agosto 1990.
L'album è uno dei dischi più venduti del decennio 1990-1999, con vendite di circa 20 milioni di copie

## Tracce
1. The Thunder Rolls (Pat Alger, Garth Brooks) – 3:42
2. New Way to Fly (Kim Williams, Brooks) – 3:54
3. Two of a Kind, Workin' on a Full House (Bobby Boyd, Warren Dale Haynes, Dennis Robbins) – 2:31
4. Victim of the Game (Mark Sanders, Brooks) – 3:06
5. Friends in Low Places (DeWayne Blackwell, Earl "Bud" Lee) – 4:18
6. Wild Horses (Bill Shore, David Wills) – 3:08
7. Unanswered Prayers (Alger, Larry Bastian, Brooks) – 3:23
8. Same Old Story (Tony Arata) – 2:52
9. Mr. Blue (Blackwell) – 3:16
10. Wolves (Stephanie Davis) – 4:08

## Classifiche

### Album
| Classifica            | Posizione |
| --------------------- | --------- |
| Australia             | 11        |
| Canada                | 49        |
| Stati Uniti           | 3         |
| Stati Uniti (country) | 1         |

### Singoli
| Anno | Titolo                                 | US Country | UK |
| ---- | -------------------------------------- | ---------- | -- |
| 1990 | Friends in Low Places                  | 1          | 36 |
| 1990 | Unanswered Prayers                     | 1          | -  |
| 1991 | Two of a Kind, Workin' on a Full House | 1          | -  |
| 1991 | The Thunder Rolls                      | 1          | -  |
| 2001 | Wild Horses                            | 7          | -  |